# OptiX
OptiX (nVidia OptiX) — графический движок для визуализации методом трассировки лучей c использованием технологии CUDA компании nVidia. Трассировка лучей может быть использована как метод анализа и исследования геометрических систем при помощи вычисления распространения волн или частиц.

## Описание

### Общее описание
Движок nVIDIA OptiX является частью набора модулей для разработчиков в который, кроме OptiX, включены ещё такие модули как SceniX и CompleX. Все они интегрируется в сторонние приложения.
nVidia OptiX является программным средством, реализующим рендеринг методом трассировки лучей (рэйтрейсинга) в режиме реального времени при помощи графических процессоров (англ. GPU) производства nVidia. OptiX использует технологию CUDA для выполнения вычислений на графических процессорах. Хотя основной особенностью OptiX является рендеринг при помощи трассировки лучей, также поддерживается классическая растеризация. Таким образом, OptiX является гибридным рендерером. Несмотря на то, что OptiX — графический движок, он может использоваться в неграфических вычислениях. Область использования OptiX — все вычислительно интенсивные задачи, к которым можно применить трассировку лучей (здесь под «трассировкой лучей» понимается не трассировка лучей применительно к компьютерной графике, а трассировка лучей как метод анализа и исследования геометрических систем при помощи вычисления распространения волн или частиц, см. Трассировка лучей (физика) (англ. Ray tracing (physics))).
OptiX предоставляет программируемый конвейер рэйтрейсинга с использованием языка программирования С, с наложенными на него ограничениями. OptiX позиционируется разработчиками как очень гибкий движок, который можно детально настраивать и адаптировать к конкретным задачам. Пользователи OptiX, — разработчики приложений, — могут ускорить те задачи по трассировке лучей, которые им нужны. Гибкость OptiX начинается в абстракции исполнения и заканчивается на отдельных лучах, что значительно упрощает расчёты для одного луча в одну единицу времени. Данные, которые несёт и собирает луч, полностью настраиваемые. Данные, поступающие на OptiX, также программируемые, что позволяет использовать программируемые шейдеры для новых методик, программируемые пересечения для процедурных типов поверхностей, и программируемые виртуальные камеры для потенциала при композитинге.
OptiX содержит такие критически важные для него функции, как параллелизм (как внутри графического процессора, так и между графическим и центральным процессором), использования таких структур данных, как k-мерные деревья и иерархия ограничивающего объёма, а также разные обходные алгоритмы. Использование мощностей графического процессора контролируется через встроенный в OptiX модуль по балансировке нагрузки. В связи с тем, что OptiX является гибридным рендерером, он обеспечивает поддержку графических API типа OpenGL, что позволяет комбинировать рэйтрейсинговые и растеризационные методики рендеринга для дополнительной гибкости.

### Системные требования
OptiX первой версии требует наличия профессиональных видеокарт семейства nVidia Quadro FX или nVidia Tesla. OptiX второй версии имеет поддержку архитектуры nVidia Fermi, поэтому способен выполняться на видеокартах, в которых установлен графический процессор GF100. Причём поддерживаются не только профессиональные видеокарты, но и пользовательские модели GeForce, такие как GeForce 480 и GeForce 470. Ещё одним нововведением OptiX 2 стала поддержка пользовательских видеокарт серии GeForce 200 (GT200). Однако при использовании серии GT200 нужна видеокарта GeForce GTX 260 и мощнее.
Полный список графических процессоров, видеокарты с использованием которых поддерживаются движком OptiX 2:
- Профессиональные видеокарты:
  - Линейка Quadro FX: Quadro FX 5800, Quadro FX 4800, Quadro FX 3800, Quadro CX
  - Линейка Quadro Plex: Quadro Plex 2200 D2, Quadro Plex 2200 S4
  - Линейка Nvidia Tesla: Tesla S1070, Tesla M1060, Tesla C1060, Tesla RS
  - Tesla C2050
- Пользовательские видеокарты:
  - Линейка GeForce 200: GeForce GTX 260, GTX 260 Cre 216, GTX 275, GTX 280, GTX 285, GTX 295
  - Линейка GeForce 400: GeForce GTX 480, GTX 470
  - Линейка GeForce 500
  - Линейка GeForce 600
  - Линейка GeForce 700
  - Линейка GeForce RTX: GeForce RTX 20xx, RTX 30xx, RTX 40xx

Кроме видеокарт с определёнными графическими процессорами, требуется x86-совместимый центральный процессор.
Для работы OptiX необходима версия v.190 графического драйвера NVIDIA Unified Graphics Driver или более поздняя. Для GT200 требуется CUDA Toolkit версии 2.3 и выше, а для GF100 — CUDA Toolkit 3.0 и выше. Также требуется C/C++ компилятор: для Microsoft Windows — Visual Studio 2005 или Visual Studio 2008, а для Linux — gcc 4.2 или 4.3. Кроме этого, требуется кроссплатформенная система автоматизации сборки программного обеспечения из исходного кода CMake версии 2.6.3 или более поздней.
Движком OptiX поддерживаются как 32-битные операционные системы, так и 64-битные:
- Microsoft Windows (Windows XP, Windows Vista, Windows 7)
- Linux
- MacOS 10.5 (только 32-битная версия)

### Интегрирован в ПО
- Blender имеет поддержку OptiX с версии 2.81[9]
- Дополнение Blender D-NOISE Архивная копия от 4 июля 2020 на Wayback Machine использует OptiX для улучшения производительности шумоподавления на основе ИИ[10]
- FurryBall Архивная копия от 25 июня 2020 на Wayback Machine — TBD, проприетарный рендерер на графическом процессоре реального времени использующий трассировку лучей и растеризацию базируется на Nvidia OptiX
- На SIGGRAPH 2011 Adobe показала OptiX в технодемо трассировки лучей на графическом процессоре для анимационного дизайна.[11]
- На SIGGRAPH 2013 OptiX был представлен в инструменте предварительного просмотра освещения компании Pixar.
- OptiX был интегрирован в фреймворк GameWorks вместе с PhysX и другими графическими движками и фреймворками на CUDA.[12]
- Adobe After Effects CC[13]
- Daz Studio имела интеграцию OptiX Prime Acceleration вместе с Iray, но поддержка была убрана в версии 4.12.1.8[14]

### Использование и примеры
OptiX может использоваться в множестве задач: создание фотореалистичных моделей, дизайн автомобилей, разработка музыкальных инструментов и оптических систем, расчеты ёмкости и исследования радиации, анализ соударений и во всех остальных, где может использоваться алгоритм трассировки лучей. OptiX может быть задействован в приложениях, использующих движок управления сценой SceniX, таких как RTT DeltaGen, Autodesk Showcase и Anark Media Studio.
nVidia поместила на своём официальном сайте ряд примеров, демонстрирующих работу OptiX":
- Whitted (рус. Уиттед) — пример работы трассировки лучей, который разработал Тернер Уиттед (англ. Turner Whitted), демонстрирует преломления, отражения и прозрачность процедурной геометрии и материалов.
- Cook (рус. Кук) — пример работы трассировки лучей, который разработал Роб Кук (англ. Rob Cook), демонстрирует глянцевые отражения, Depth Of Field и объектный Motion Blur.
- Julia (рус. Жюлиа) — данный пример демонстрирует множество Жюлиа, которое представлено фракталом, размещённым над сценой, которая полностью процедурно сгенерирована. Фрактал постоянно деформируется во времени. Для сцены и фрактала производится пересечение луча и фрактала и вычисление ambient occlusion в реальном времени.
- Glass — данный пример демонстрирует реалистичное стекло с большим количеством преломлений и отражений.
- Whirligig (рус. Юла) — на этом примере непрерывная анимация юлы демонстрирует скорость обновления трансформаций объекта и свойства материалов вместе с генерацией отражений и отбрасыванием теней.
- Ambient Occlusion — данный пример показывает непрерывный расчёт глобального освещения с использованием метода Ambient Occlusion. Данная демонстрация позволяет пользователю загружать в неё свои собственные OBJ-файлы с трёхмерными геометрическими моделями.

## История
Впервые об OptiX было объявлено 6 августа на международной ежегодной конференции SIGGRAPH 2009, которая проходила с 3 по 7 августа включительно в Новом Орлеане. На SIGGRAPH 2009 было объявлено название движка, его основная функциональность, нацеленность на определённые задачи, основные особенности и т. д. Джефф Браун, главный менеджер отдела профессиональных решений nVidia, так прокомментировал анонс OptiX: «Мир расчетов переместился от вычислений только лишь на процессоре к уравновешенной совместной обработке на CPU и GPU. Движки ускорения приложений от nVidia вооружают разработчиков инструментами, в которых они нуждаются для осуществления дальнейшего коренного изменения, как в области графики в реальном времени, так и сложного анализа данных». Джон Педди, основатель и президент аналитического дома Jon Peddie Research, во время анонса заявил, что «за один год nVidia смогла перейти от слов о том, что интерактивная визуализация методом трассировки лучей возможна, к созданию этой возможности для всех».
До данного анонса OptiX программное средство nVidia по реализации трассировки лучей в реальном времени называлось NVIRT (Nvidia Interactive Raytracer).
Кроме OptiX, на SIGGRAPH 2009 были анонсированы SceniX, CompleX и 64-битная версия PhysX. Было заявлено, что OptiX будет доступен осенью 2009 года и будет работать на профессиональных графических картах (видеокартах) nVidia Quadro.
В конце августа 2009 года nVidia разместила на своём сайте примеры использования движка OptiX. Было опубликовано три примера: Whitted (демонстрация преломлений, отражений и прозрачных объектов), Cook (демонстрация Depth Of Field и Motion Blur) и Julia (процедурные объекты и расчёт Ambient Occlusion).
5 ноября 2009 года, как и было обещано на SIGGRAPH 2009, nVidia выпустила OptiX. OptiX был выложен в открытый доступ в виде OptiX SDK. Вместе с выпуском было объявлено, что движок работает на профессиональных видеокартах серий Quadro FX и nVidia Tesla, а также на серии пользовательских видеокарт GeForce 200.
22 января 2010 года nVidia выпустила первую бета-версию OptiX 2, основной особенностью которой является её переработка под архитектуру графических процессоров nVidia Fermi. Также в этой версии присутствует возможность работы движка не только на профессиональных видеокартах Quadro и Tesla, но и на пользовательских видеокартах GeForce.
13 марта 2010 года была выпущена третья бета-версия OptiX 2, которая добавила предварительную поддержку первых видеокарт на базе Fermi и взаимодействие на уровне текстур и буферов с Direct3D.
29 июля 2010 года nVidia представила новые профессиональные графические процессоры и видеокарты линейки Quadro, основанные на базе архитектуры Fermi. Особенностью данных видеокарт является расширенная поддержка движков ускорения приложений (англ. Application Acceleration Engine — AXE), одним из которых является OptiX. Было заявлено, что графический процессор Quadro 6000 увеличит производительность в AXE до пяти раз по сравнению с моделями предыдущего поколения данной линейки. «Quadro является выбором профессионалов № 1 во всем мире уже более десяти лет. Мы также построили движки, такие как AXE, чтобы стимулировать создание приложений нового поколения», — сказал Джефф Браун (англ. Jeff Brown), директор по профессиональным решениям в nVidia, по поводу данного анонса. В этот же день в рамках SIGGRAPH 2010 был анонсирован выпуск новых версий движков ускорения приложений. Была выпущена стабильная версия OptiX 2, которая, по сравнению с предыдущими, была оптимизирована для выполнения на новых графических процессорах Quadro, а также получила поддержку Direct3D и возможность быстрой работы в Direct3D и OpenGL для гибкого композитинга и гибридного рендеринга. Кроме этого, на SIGGRAPH 2010 сотрудниками nVidia была проведена презентация «OptiX: A General Purpose Ray Tracing Engine» в рамках сеанса «GPU rendering».